# Filtre à phase linéaire
Pour les articles homonymes, voir filtre.
Un filtre à phase linéaire est un filtre dont la réponse en phase est linéaire  (modulo {\displaystyle 2\pi }) par rapport à la fréquence. Le délai de groupe pour ce filtre est constant, ce qui signifie que les composantes fréquentielles se voient infligées un même délai - ce délai se réfère au retard de phase. Un système à réponse de phase linéaire ne connaît pas d'effet de distorsion de phase.

## Filtres à réponse impulsionnelle finie
Un filtre à réponse impulsionnelle finie (RIF) symétrique et dont la transformée de Fourier est une fonction de signe constant est un filtre à phase linéaire. Un filtre RIF qui présente une symétrie est à phase linéaire à des sauts de phase de {\displaystyle \pi } près - ces sauts correspondent à des changements de signe dans la transformée de Fourier lorsque le filtre est centré en 0. Un filtre RIF anti-symétrique est à phase linéaire à un déphasage constant de {\displaystyle \pi /2} ou {\displaystyle -\pi /2} près. Un cas typique est le filtre de Hilbert tronqué.
| - Diagramme de Bode classique. Les discontinuités de phase valent π radians, indiquant un changement de signe - Les discontinuités de phase disparaissent en autorisant un gain négatif. |

### Filtres RIF discrets
En autorisant un déphasage à 0 de {\displaystyle \pi /2} ou {\displaystyle -\pi /2}, on trouve 4 types de filtres discrets à phase linéaire, selon que la réponse impulsionnelle présente une symétrie ou une antisymétrie et selon la parité de la longueur {\displaystyle N} de la réponse impulsionnelle .
|          | Symétrique | Antisymétrique |
| -------- | ---------- | -------------- |
| N impair | Type I     | Type III       |
| N pair   | Type II    | Type IV        |

## Filtres à réponse impulsionnelle infinie
Une approximation d'un filtre à phase linéaire par un filtre à réponse impulsionnelle infinie (RII) est le filtre de Bessel.